# Mysz ogrodowa
Mysz ogrodowa (Mus mattheyi) – gatunek gryzonia z rodziny myszowatych, występujący w Afryce Zachodniej.

## Systematyka
Gatunek został opisany naukowo w 1969 roku przez F. Pettera, miejscem typowym jest Akra w Ghanie. Gatunek ten charakteryzuje kariotyp (2n=36, FN=36), ale trudno przypisać mu jednoznacznie wyróżniające cechy morfologiczne. Morfologia ciała zmienia się w sposób ciągły od cech typowych dla myszy ogrodowej, do typowych dla myszy sahelskiej (M. haussa).

## Występowanie
Mysz ogrodowa występuje w Senegalu, Ghanie, Wybrzeżu Kości Słoniowej i Burkina Faso. Wschodnie granice zasięgu gatunku nie są znane, ale nie jest znany z Nigerii. Jest to gatunek nizinny, zamieszkuje sawanny. Nie unika ludzi, jest spotykany w wiejskich ogrodach.

## Populacja
Mysz ogrodowa ma szeroki zasięg występowania, jest liczna w sprzyjającym środowisku. Jej liczebność nie spada, nie są znane zagrożenia dla gatunku. Jest on uznawany za gatunek najmniejszej troski. Występuje w obszarach chronionych, w tym w Parku Narodowym Niokolo-Koba w Senegalu.